# Медісон-Парк (Нью-Джерсі)
Медісон-Парк (англ. Madison Park) — переписна місцевість (CDP) в США, в окрузі Міддлсекс штату Нью-Джерсі. Населення — 8050 осіб (2020).

## Географія
Медісон-Парк розташований за координатами 40°26′45″ пн. ш. 74°17′46″ зх. д. / 40.44583° пн. ш. 74.29611° зх. д. (40.445716, -74.296163).  За даними Бюро перепису населення США в 2010 році переписна місцевість мала площу 4,37 км², з яких 4,30 км² — суходіл та 0,07 км² — водойми.

## Демографія
Згідно з переписом 2010 року, у переписній місцевості мешкали 7144 особи в 2621 домогосподарстві у складі 1857 родин. Густота населення становила 1636 осіб/км².  Було 2734 помешкання (626/км²).
Расовий склад населення:
| - 52,1 % — білих - 25,7 % — азіатів - 13,3 % — чорних або афроамериканців - 0,2 % — корінних американців - 4,2 % — осіб інших рас |

До двох чи більше рас належало 4,4 %. Частка іспаномовних становила 13,9 % від усіх жителів.
За віковим діапазоном населення розподілялося таким чином: 23,4 % — особи молодші 18 років, 68,2 % — особи у віці 18—64 років, 8,4 % — особи у віці 65 років та старші. Медіана віку мешканця становила 35,9 року. На 100 осіб жіночої статі у переписній місцевості припадало 98,3 чоловіків;  на 100 жінок у віці від 18 років та старших — 95,8 чоловіків також старших 18 років.
Середній дохід на одне домашнє господарство  становив 73 871 долар США (медіана — 65 549), а середній дохід на одну сім'ю — 81 317 доларів (медіана — 74 289). Медіана доходів становила 58 125 доларів для чоловіків та 41 241 долар для жінок. За межею бідності перебувало 5,2 % осіб, у тому числі 7,1 % дітей у віці до 18 років та 4,6 % осіб у віці 65 років та старших.
Цивільне працевлаштоване населення становило 3499 осіб. Основні галузі зайнятості: освіта, охорона здоров'я та соціальна допомога — 23,8 %, роздрібна торгівля — 15,1 %, транспорт — 13,1 %, науковці, спеціалісти, менеджери — 12,6 %.